# Sven Salumaa
Sven Salumaa (* 21. Oktober 1966, in Huntington, New York) ist ein ehemaliger US-amerikanischer Tennisspieler.

## Leben
Der Sohn estnischer Einwanderer studierte zwischen 1984 und 1988 an der Indiana University. 1989 wurde er Tennisprofi, wobei er sich auf das Doppel spezialisierte. Im darauf folgenden Jahr gewann er in Rio de Janeiro seinen ersten und einzigen Titel auf der ATP World Tour. Zudem stand er fünf weitere Male in einem Doppelfinale, darunter 1991 beim ATP Championship Series-Turnier von Indianapolis sowie 1992 bei den Masters-Turnieren von Miami und Indian Wells. Seine höchste Notierung in der Tennis-Weltrangliste erreichte er 1990 mit Position 516 im Einzel sowie 1992 mit Position 25 im Doppel.
Im Einzel konnte er sich nie für ein Grand-Slam-Turnier qualifizieren. In der Doppelkonkurrenz erreichte er 1990 das Halbfinale der US Open. An der Seite von Brian Garrow unterlag er knapp in fünf Sätzen den späteren Turniersiegern Pieter Aldrich und Danie Visser. Im Mixed erreichte er jeweils das Achtelfinale der Australian Open, der French Open und von Wimbledon.

## Erfolge
| Legende                       |
| Grand Slam                    |
| Tennis Masters Cup            |
| ATP Masters Series            |
| ATP International Series Gold |
| ATP International Series (1)  |

### Doppel

#### Turniersiege
| Nr. | Datum         | Turnier        | Belag   | Partner      | Finalgegner                 | Ergebnis |
| --- | ------------- | -------------- | ------- | ------------ | --------------------------- | -------- |
| 1.  | 7. April 1990 | Rio de Janeiro | Teppich | Brian Garrow | Nelson Aerts Fernando Roese | 7:5, 6:3 |

#### Finalteilnahmen
| Nr. | Datum            | Turnier        | Belag     | Partner      | Finalgegner                    | Ergebnis      |
| --- | ---------------- | -------------- | --------- | ------------ | ------------------------------ | ------------- |
| 1.  | 26. August 1990  | Schenectady    | Hartplatz | Brian Garrow | Richard Fromberg Brad Pearce   | 2:6, 6:3, 6:7 |
| 2.  | 15. April 1991   | Seoul (1)      | Hartplatz | Kent Kinnear | Alex Antonitsch Gilad Bloom    | 6:7, 1:6      |
| 3.  | 12. August 1991  | Indianapolis   | Hartplatz | Kent Kinnear | Ken Flach Robert Seguso        | 6:4, 1:6, 2:6 |
| 4.  | 24. Februar 1992 | Scottsdale (1) | Hartplatz | Kent Kinnear | Mark Keil Dave Randall         | 6:7, 4:6      |
| 5.  | 2. März 1992     | Indian Wells   | Hartplatz | Kent Kinnear | Steve DeVries David Macpherson | 6:4, 3:6, 3:6 |
| 6.  | 9. März 1992     | Miami          | Hartplatz | Kent Kinnear | Ken Flach Todd Witsken         | 4:6, 3:6      |